# Discorso della pianura
Il discorso della pianura è un sermone di Gesù riportato nel Vangelo secondo Luca (6,17-49).
Si può paragonare con quello simile ma più lungo del Vangelo secondo Matteo (5,1-7,29) detto discorso della Montagna. In Matteo Gesù pronuncia il discorso su un monte, in Luca in un luogo pianeggiante, dopo essere sceso da un monte. Alcuni commentatori pensano che si tratti dello stesso discorso, altri credono che Gesù abbia predicato cose simili in varie circostanze e altri ancora pensano che entrambi i sermoni siano una raccolta di vari insegnamenti di Gesù.

## Il discorso
Il discorso può essere diviso in tre parti.
La prima parte contiene quattro beatitudini e altrettante maledizioni: 
- Beati voi poveri, perché il regno di Dio è vostro.
- Beati voi che ora avete fame, perché sarete saziati.
- Beati voi che ora piangete, perché riderete.
- Beati voi quando gli uomini vi odieranno, e quando vi scacceranno da loro, e vi insulteranno e metteranno al bando il vostro nome come malvagio, a motivo del Figlio dell'uomo. Rallegratevi in quel giorno e saltate di gioia, perché, ecco, il vostro premio è grande nei cieli; perché i padri loro facevano lo stesso ai profeti.
- Guai a voi ricchi, perché avete già la vostra consolazione.
- Guai a voi che ora siete sazi, perché avrete fame.
- Guai a voi che ora ridete, perché sarete afflitti e piangerete.
- Guai a voi quando tutti gli uomini diranno bene di voi, perché i padri loro facevano lo stesso con i falsi profeti.

La seconda parte contiene una serie di esortazioni:
- Amate i vostri nemici. Non giudicate, e non sarete giudicati; non condannate, e non sarete condannati; perdonate, e vi sarà perdonato. Date, e vi sarà dato; vi sarà versata in seno buona misura, pigiata, scossa, traboccante; perché con la misura con cui misurate, sarà rimisurato a voi.

La terza parte contiene una serie di metafore e di parabole:
- Può un cieco guidare un altro cieco? Non cadranno tutti e due in un fosso?
- Un discepolo non è più grande del maestro; ma ogni discepolo ben preparato sarà come il suo maestro.
- Perché guardi la pagliuzza che è nell'occhio di tuo fratello, mentre non scorgi la trave che è nell'occhio tuo? Come puoi dire a tuo fratello: "Fratello, lascia che io tolga la pagliuzza che hai nell'occhio", mentre tu stesso non vedi la trave che è nell'occhio tuo? Ipocrita, togli prima dall'occhio tuo la trave, e allora ci vedrai bene per togliere la pagliuzza che è nell'occhio di tuo fratello.
- Non c'è albero buono che faccia frutto cattivo, né vi è albero cattivo che faccia frutto buono, perché ogni albero si riconosce dal proprio frutto; infatti non si colgono fichi dalle spine, né si vendemmia uva dai rovi.  L'uomo buono dal buon tesoro del suo cuore tira fuori il bene, e l'uomo malvagio dal malvagio tesoro del suo cuore tira fuori il male; perché dall'abbondanza del cuore parla la sua bocca.
- Perché mi chiamate: "Signore, Signore!" e non fate quello che dico? Chiunque viene a me e ascolta le mie parole e le mette in pratica, io vi mostrerò a chi assomiglia. Assomiglia a un uomo il quale, costruendo una casa, ha scavato e scavato profondamente, e ha posto il fondamento sulla roccia; e, venuta un'alluvione, la fiumana ha investito quella casa e non ha potuto smuoverla perché era stata costruita bene. Ma chi ha udito e non ha messo in pratica, assomiglia a un uomo che ha costruito una casa sul terreno, senza fondamenta; la fiumana l'ha investita, e subito è crollata; e la rovina di quella casa è stata grande.